# فيليب ونشيستر
فيليب ونشيستر (بالإنجليزية: Philip Winchester) هو ممثل أمريكي، ولد في 24 مارس 1981 في الولايات المتحدة. بدأ مشواره المهني سنة 1998.

## أعمال

### أفلام
- (2009) سليمان كين

### مسلسلات
- الوحدة الخاصة للضحايا
- كاميلوت

## وصلات خارجية
- فيليب ونشيستر على موقع IMDb (الإنجليزية)
- فيليب ونشيستر على موقع ألو سيني (الفرنسية)
- فيليب ونشيستر على موقع ميوزك برينز (الإنجليزية)
- فيليب ونشيستر على موقع أول موفي (الإنجليزية)
- فيليب ونشيستر على موقع قاعدة بيانات الأفلام السويدية (السويدية)
- فيليب ونشيستر على موقع قاعدة بيانات الفيلم (الإنجليزية)
- فيليب ونشيستر على موقع كينوبويسك (الروسية)